# Hüttingen (Beckerich)
Hüttingen (luxemburgisch Hittenⓘ, französisch Huttange) ist ein Dorf mit 29 Einwohnern (Stand: September 2021) in der Gemeinde Beckerich im Kanton Redingen im Großherzogtum Luxemburg.

## Lage
Das Dorf liegt im Zusammenfluss von den Bächen Mollbach und Mühlenbach ab dann trägt das Gewässer den Namen Noerdinger Bach. Durch den Ort verläuft die Nationalstraße 24, Nachbarorte sind Beckerich im Westen und Noerdingen im Osten.

## Allgemeines und Geschichte
Hüttingen ist der kleinste Ortsteil der Gemeinde und wurde 1236 zum ersten Mal urkundlich erwähnt.
Die Ortschaft besitzt eine zu 1714 errichtete Kapelle, die dem Heiligen Sigismund geweiht ist. Es ist ein schlichter zweiachsiger barocker Bau mit Dachreiter.